# Alice Keighley
Alice Keighley (født 2. juni 1993) er en australsk håndboldspiller. Hun spiller på Australiens håndboldlandshold, og deltog under VM 2011 i Brasilien. Hun startede med at spille nationalt på U/16 holdet ACT under det australske håndboldmesterskab 2010 i Coffs Harbour, hvor holdet kom på en 2.- plads. Efter kampen blev hun udnævnt til turneringens MVP.
Hun har også spillet på deres U/18 hold, som hun har deltaget i flere konkurrencer sammen med.
Hun deltog med australiens ungdomshåndboldlandshold Ungdomssommer-OL 2010 i Singapore. Holdet kom på en 6.- plads under Ungdomssommer-OL 2010.